# Klokoč (okres Detva)
Klokoč (maďarsky Hegyhát) je obec na Slovensku v okrese Detva. V obci žije 472 obyvatel. První písemná zmínka pochází z roku 1786.
Obec leží 16 km jihozápadně od okresního města v blízkosti silnice II/591. Katastrální území obce se rozprostírá na pomezí geomorfologických celků Javorie a Ostrôžky, ústředí obce leží v nadmořské výšce 550 m n. m. V okolí obce vyvěrá několik minerálních pramenů.